# Cable cinta

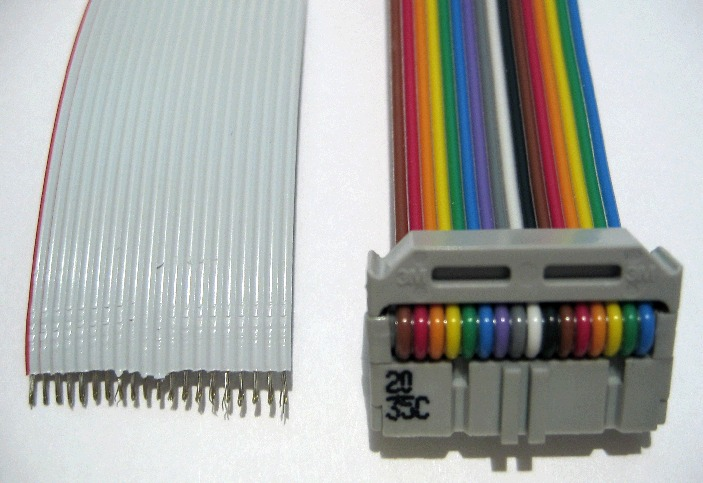
Esquerra: cable cinta grisa de 20 vies amb el cable número 1 marcat amb vermell, aïllament parcialment retirat. Dreta: cinta arc de Sant Martí de 16 vies amb connector IDC.

Un cable cinta (també conegut com a cable faixa o cable pla) és un cable amb molts fils conductors disposats paral·lelament cadascun al costat d'un altre en el mateix pla lineal. El resultat és un cable ample i pla. El seu nom prové de la semblança del cable amb un tros de cinta.
Els cables cinta s'usen freqüentment per als perifèrics interns dels ordinadors, com a discos durs, Unitats de discos òptics i Unitats de discos flexibles.En alguns ordinadors antics (com el BBC Micro i l'Apple II) es van usar per a connexions externes també. Per desgràcia, la forma de cinta interfereix amb la refrigeració del computador mitjançant la interrupció del flux d'aire dins de la caixa i també els fa difícils de manejar, especialment quan n'hi ha molts; els cables rodons han substituït gairebé per complet als cables cinta per a connexions externes i s'usen cada vegada menys per a connexions internes.

## Codi de color
Per reduir el risc de connexions invertides, fet que podria danyar el maquinari, ja sigui quan es fa un cable o quan s'utilitza un cable amb connectors no polaritzats, una banda del cable va generalment marcada amb una franja vermella. Per convenció la banda amb la franja senyala el pin 1 del connector. Aquest mètode d'identificació és adequat per a cables que solament consten de dos o més connectors IDC amb tots els connectors connectats a tots els cables, però és menys útil quan cables individuals o grups petits de cables acabaran separadament.
Per fer més fàcil identificar els conductors individuals en un cable; els fabricants de cable cinta van crear el cable cinta tipus arc de Sant Martí, que usa un patró repetitiu de colors presos de la norma de Codificació de colors (marró pel pin 1, pin 11, pin 21, etc. roig pel pin 2, pin 12, pin 22, etc). No obstant això, s'ha mantingut com un producte especialitzat i relativament car.

## Mesures
Els cables cinta generalment s'especifiquen per dues mesures: l'espaiat (o pas) dels conductors, i pel nombre de conductors. Un espaiat d'1.27 mm és el més habitual, que permet l'ús d'un connector de dues files amb pins espaiats a 2.54 mm. Aquests tipus s'usen per a gran varietat d'equipament, en particular per a les interconnexions dins d'un recinte. Per als ordinadors personals, aquesta mesura s'usa avui dia en els cables per a les unitats de discos flexibles i en cables PATA antics o personalitzats.
Sobre la disponibilitat de connectors estàndard, el nombre de conductors es restringeix generalment a uns pocs valors, aquests inclouen 4, 6, 8, 9, 10, 14, 15, 16, 18, 20, 24, 25, 26, 34, 37, 40, 50, 60, 64 i 80.
El cable generalment és un filament de coure, en general de 0.32, 0.20, o 0.13 mm2 (22, 24, o 26 CAU).
Cables més fins i de to més gruixut també estan disponibles. Per exemple, el cable d'interfície d'alta velocitat PATA usat per a la interfície ULTRA-PATA dels discos durs per ordinador tenen un camp de 0.64 mm. Campos més fins, tan petits com 0.3 mm, es troben en equips electrònics portàtils, com els ordinadors portàtils; No obstant això, aquests equips electrònics portàtils generalment usen cables plans flexibles (FFC, per les seves sigles en anglès).

## Connectors
La prioritat dels cables cinta és permetre la terminació en massa dels cables fins a un connector IDC on el cable cinta és forçat a ingressar a una filera de ferms contactes bifurcats. Aquesta terminació comunament es fa a tots dos extrems del cable, encara que de vegades (per exemple, quan es fa un cable que necessita canviar de cablejat entre els dos connectors) només un extrem acaba en un connector IDC, i en l'altre extrem un terminal ordinari o una connexió soldada. Encara que de vegades és possible desmuntar i reutilitzar els connectors IDC, aquests no estan dissenyats per permetre fer-ho fàcilment.
Els connectors més populars disponibles per a terminacions IDC adequades per al cable cinta són:
- Connector BT224 – també definit pels estàndards BS9525-F0023, DIN41651, MIL-C-83503; que són del tipus usat en els cables LLIGA i sovint cridat simplement "connector IDC". Aquests s'aparien amb un connector a mesura o amb una quadrícula de dues files de pins de capçalera amb 2.54 mm d'espaiat.
- Connector D-sub – utilitzat per a ports serial i ports d'impressora (no obstant això els connectors IDC-D són molt menys comunes que del tipus terminal i soldadura).
- Connector DIN 41612 – utilitzat per als busos de les Eurocard.
- Connector de transició de PCB – té dues files de pins amb el mateix espaiat que els connectors BT244. Destinades a ser soldades directament al PCB.
- Connector DIL – té pins amb el mateix espaiat estàndard del DIL d'un CI. Generalment s'usa quan per alguna raó es desitja reemplaçar un CI per una connexió a un dispositiu extern (per exemple, un emulador in-circuit) També pot ser usat com un Cap de transició de PCB, especialment en una veroboard (el muntatge d'un Cap d'espaiat normal a una veroboard és complicat, perquè s'ha de tallar les pistes entre dos forats en lloc d'en un forat).

Quan els afeccionats a l'electrònica treballen en els seus ordinadors o els seus teclats digitals musicals per modificar o hackejar-los, de vegades han de soldar cables cinta. Soldar cables cinta presenta un repte per a un afeccionat que no té formació com a tècnic d'electrònica. En alguns casos, els afeccionats pelen el cable amb una navalla fina, i després separen els cables abans de soldar-los. Alguns afeccionat usen paper d'escata fi per desgastar l'aïllament plàstic dels cables. L'escatat també prepara a les pistes de coure. Després, quan l'estany toca el cable, la soldadura es passa a la pista.

### Interferència
Des d'una perspectiva digital, el cable cinta és la manera ideal per connectar dos dispositius. No obstant això, des d'una perspectiva analògica, aquests cables són problemàtics. Al voltant de 1980, la Comissió Federal de Comunicacions dels Estats Units (FCC) descobreix que els cables cinta eren antenes altament eficients, emetent essencialment senyals aleatoris a través d'una àmplia banda de l'espectre electromagnètic. Aquests senyals no desitjats podien interferir amb la recepció de TV domèstica, provocant l'aparició de l'efecte "neu" en la pantalla de la televisió. La FCC va emetre decrets per a la indústria dels ordinadors personals, prohibint l'ús de cables cinta per connectar dispositius entre si. Els cables cinta "nus" poden usar-se dins de la caixa d'un ordinador o dispositiu perifèric, però qualsevol cable cinta que connecti dues caixes entre si ha d'estar cobert per una presa de terra. Aquesta regla va portar a solucions tals com a cables cinta coberts per un escut de coure trenat, que ho va fer impossible de veure o separar connectors individuals. En les Apple II, aquests cables passaven a través de forats en la part posterior que estava connectada a la terra de la font d'alimentació. Eventualment, els connectors de cinta van ser reemplaçats per a propòsits d'interconnexió, per una àmplia introducció de cables rodons de dissenys personalitzats amb connectors modelats.

### Impedància
Un de les grandàries més populars del cable cinta empra cables de 26 CAU. Usant l'espaiat comú de 0.050" i aïllament comú de PVC la impedància resultant per a qualsevol parell de cables adjacents en el cable és; Z = 120 (ohms). La xifra precisa podria variar per poc depenent dels materials. El coneixement de la impedància és un pas cap a la comprensió i control de la interferència que poden causar els cables cinta.

### Ús adequat
D'acord amb els estàndards de la NASA, el radi de curvatura mínim per als usos a curt termini no ha de ser menor de 6 vegades el diàmetre del arnés, i no menys de 10 vegades el diàmetre del arnés per a ús a llarg termini.